# Argentia Beach
Argentia Beach est un village d'été (summer village) du Comté de Wetaskiwin No 10, situé dans la province canadienne d'Alberta.

## Démographie
En tant que localité désignée dans le recensement de 2011, Argentia Beach a une population de 15 habitants dans 11 de ses 115 logements, soit une variation de -71,2 % avec la population de 2006. Avec une superficie de 0,694 5 km2, le village d'été possède une densité de population de 21,598 3 hab/km2 en 2011.
Concernant le recensement de 2006, Argentia Beach abritait 52 habitants dans 26 de ses 90 logements. Avec une superficie de 0,694 5 km2, le village d'été possédait une densité de population de 74,9 hab/km2 en 2006.
| 2001 | 2006 | 2011 | 2016 |
| ---- | ---- | ---- | ---- |
| 24   | 52   | 15   | 27   |